# Леонінський вірш
Лео́нінський ві́рш, або Лео́нін (очевидно, за ім'ям латинського поета Лео, XII ст.) — гекзаметр чи пентаметр, де всупереч традиції античної поезії, яка не відала рими, певні піввірші зазнали римування, зокрема у Вергілія та Овідія.
Леонінський вірш набув поширення у середньовічній латиномовній ліриці, вплинувши пізніше і на українську барокові лірику: «Вільність мають поетове / Щодо вимислів і мови» (Лазар Баранович), «Христос родився, / Щоб мир веселився» (Різдвяний вірш), «Уже сади розцвіли і солов'їв навели» (Григорій Сковорода) і т.ін. Леонінський вірш українські поетики називали силабічний вірш (одинадцятискладник) із внутрішніми римами.
Леонінський вірш спостерігається і в сучасній версифікаційній практиці, де римується передцезурна акцентована стопа з кінцевою стопою віршового рядка, на яку припадає ритмічний акцент (константа): «Зеленіють жита, / і любов одцвіта» (В. Сосюра).